# Bitva o soutěsku Kodori
Bitva o soutěsku Kodori se odehrála 9.–12. srpna 2008 během války v Jižní Osetii. Soutěska Kodori byla jediná část Abcházie ovládaná Gruzínci. Bitva začala den po gruzínském útoku na jihoosetinské hlavní město Cchinvali, jako pokus odlehčit jednotkám, které tam bojovaly. Na útočící straně stála abchazská a ruská armáda, zatímco gruzínská armáda se bránila. Bitva netrvala dlouho, gruzínská armáda ustoupila, díky čemuž vyšla z bitvy se ztrátou pouze dvou vojáků a Abcházie ztratila jenom jednoho. Po válce byla soutěska Kodori začleněna do Abcházie a tím přišla Gruzie o poslední část Abcházie, kterou ovládala.

## Před bitvou
Soutěska Kodori byla nejproblematičtějším místem abchazsko-gruzínské hranice od roku 1998. Obzvláště v roce 2008 docházelo k častým pohraničním střetům a to i navzdory jednotkám OSN, které zde byly umístěné. Situace se ještě vyostřila po znovuzvolení Michaila Saakašviliho, který svůj volební program založil na znovusjednocení Gruzie. Na začátku srpna se začala vyostřovat situace v jiném odtrženém regionu od Gruzie Jižní Osetii. Prezident Abcházie Sergej Bagapš vyjádřil Jižní Osetii podporu a nabídl, že tam pošle 1000 "dobrovolníků". Ale 7. srpna vyhlásil Michail Saakašvili příměří, které 3 hodiny po jeho vyhlášení porušil přímým útokem na hlavní město Jižní Osetie Cchinvali. Na což reagovala ruská armáda přímou podporou Jižní Osetie. Sergej Bagapš vyhlásil Gruzii ultimátum, aby stáhla své jednotky z Jižní Osetie a ze soutěsky Kodori.

## Bitva
Po nesplnění požadavků povolil Sergej Bagapš Rusům vytvořit druhou frontu proti Gruzii. 9. srpna začala abchazská armáda ostřelovat gruzínské pozice v soutěsce Kodori. Mezitím Abcházie shromáždila 1000 vojáků "speciálních jednotek" na pozemní útok. Prezident také prohlásil, že bude vytvořen humanitární koridor, aby mohli všichni obyvatelé válečnou zónu opustit.
Pozemní útok začal 12. srpna. Gruzínské jednotky byly ještě toho dne vytlačeny za hranice Abcházie. Sergej Bagapš prohlásil, že ruské jednotky nebyly do operace zapojeny. Zástupce gruzínského ministra vnitra Eka Zhguladze prohlásil: "Gruzínské jednotky opustily soutěsku Kodori na znamení dobré vůle."

## Ztráty
Vojenské i civilní ztráty na životech byly minimální. Na gruzínské straně padli 2 vojáci, na abchazské jeden a civilní ztráty nikdo nehlásil. Před válkou žilo v soutěsce kolem 2000 lidí. Většina z nich odešla spolu s gruzínskou armádou. I přes snahu abchazské vlády se nevrátili, v roce 2009 zde žilo pouze 130 lidí.
Podle lidí, kteří navštívili tuto oblast těsně po bitvě, zde nebyly vidět ani velké materiální škody. Většina domů zůstala nepoškozená.